# Président de la Banque centrale européenne
Le président de la Banque centrale européenne, quelquefois appelé dans le langage courant « gouverneur de la Banque centrale européenne », préside le Conseil des gouverneurs et le Directoire de la Banque centrale européenne (BCE).
Depuis le 1er novembre 2019, Christine Lagarde est la quatrième personne et la première femme à occuper la fonction, depuis sa création le 1er juin 1998.

## Nomination

### Procédure de nomination
Le président de la BCE est nommé, comme le vice-président et les quatre autres membres du Directoire, pour un mandat de huit ans non renouvelable, d'un commun accord entre les chefs d'État ou de gouvernement des États de la zone euro, siégeant au sein du Conseil européen, sur recommandation du Conseil de l'Union européenne et après consultation du Parlement européen et du Conseil des gouverneurs de la BCE.
Il doit être choisi parmi des personnes ayant une autorité et une expérience professionnelle reconnues en Europe en matière monétaire ou bancaire.

### Nomination du premier président
À la suite de l'abrogation de l'Institut monétaire européen en 1997, le Néerlandais Wim Duisenberg, son dernier président, fait figure de choix naturel pour la présidence de la nouvelle BCE.
L'interprétation française de l'accord sur la nomination de Wim Duisenberg, ancien gouverneur de la Banque des Pays-Bas (1982-1997), au titre de premier président de la Banque centrale européenne en 1998 fait valoir que celui-ci démissionnerait après seulement quatre ans de ses huit ans de mandat et serait remplacé par le Français Jean-Claude Trichet. Cependant, à cette période, Trichet fait face à des poursuites judiciaires dans l'affaire du Crédit lyonnais. En juin 2002, il n'aurait donc pas été en mesure de succéder à Duisenberg, car le gouvernement français ne peut se résoudre à le soutenir alors qu'il est renvoyé devant un tribunal correctionnel. En poste, Duisenberg dément toujours vigoureusement qu'un tel accord soit en vigueur et déclare en février 2002 qu'il resterait en fonction jusqu'à son 68e anniversaire, soit le 9 juillet 2003. Le 9 juillet 2003, Trichet faisant toujours face à une possibilité d'appel de sa relaxe par le parquet, Duisenberg reste en fonction jusqu'au 1er novembre 2003.

## Fonctions
Le président de la BCE préside le Conseil des gouverneurs et le Directoire. Il représente également l'institution à l'étranger.

## Présidents successifs

### Liste des présidents
Depuis la création de la BCE le 1er juin 1998, la banque est présidée par les personnes suivantes.
| Président           | État d'origine | Mandat            | Mandat          | Portrait | Signature apparaissant sur les billets |
| ------------------- | -------------- | ----------------- | --------------- | -------- | -------------------------------------- |
| Wim Duisenberg      | Pays-Bas       | 1er juin 1998     | 31 octobre 2003 |          |                                        |
| Jean-Claude Trichet | France         | 1er novembre 2003 | 31 octobre 2011 |          |                                        |
| Mario Draghi        | Italie         | 1er novembre 2011 | 31 octobre 2019 |          |                                        |
| Christine Lagarde   | France         | 1er novembre 2019 | En cours        |          |                                        |

### Vice-président
Le vice-président Christian Noyer est nommé pour un mandat de quatre ans afin que la fin de celui-ci coïncide à la fin attendue du mandat présidentiel de Duisenberg. Son successeur est le gouverneur de la Banque de Grèce et économiste de formation Loukás Papadímos, qui est nommé pour un mandat de huit ans. De 2010 à 2018, le Portugais Vítor Constâncio, ancien gouverneur de la Banque du Portugal, occupe le poste.
| Nom              | État d'origine | Mandat        | Mandat      | Portrait |
| ---------------- | -------------- | ------------- | ----------- | -------- |
| Christian Noyer  | France         | 1er juin 1998 | 31 mai 2002 |          |
| Loukás Papadímos | Grèce          | 1er juin 2002 | 31 mai 2010 |          |
| Vítor Constâncio | Portugal       | 1er juin 2010 | 31 mai 2018 |          |
| Luis de Guindos  | Espagne        | 1er juin 2018 | En cours    |          |

## Revenus
Le Président de la Banque centrale européenne perçoit un traitement mensuel de base de 37 082 € en 2023. Un logement est mis à sa disposition. Le Président perçoit aussi une indemnité pour frais de représentation. Conformément aux conditions d’emploi du personnel de la Banque centrale européenne, le Président peut avoir droit à des allocations de foyer, pour enfant à charge, scolaires ou autres, en fonction de sa situation individuelle. Les traitements sont soumis à l’impôt communautaire ainsi qu’à des déductions au titre des cotisations aux régimes de retraite, d’assurance maladie, de soins de longue durée et accidents. Les indemnités et allocations ne sont ni imposables ni soumises à retenue pour pension.

## Sources